# Соната для фортепиано № 32 (Бетховен)
Соната для фортепиано № 32 до минор, соч. 111 — одно из последних сочинений для фортепиано и последнее сочинение Бетховена в сонатной форме, была написана в 1821—1822 годах в период полной глухоты композитора. Посвящена эрцгерцогу Рудольфу Австрийскому.

## Общая информация
В отличие от классического строения сонатного, трёхчастного цикла, соната № 32 является редким (но не единственным у Бетховена) примером двухчастного цикла:
1. Maestoso: Allegro con brio ed appassionato; до минор

1. Arietta: Adagio molto, semplice e cantabile, причём вторая часть написана в форме темы с пятью вариациями и кодой; до мажор

## Дополнительные факты
В романе Томаса Манна «Доктор Фаустус» в одной из сцен лектор Вендель Кречмар исполняет сонату и произносит большой монолог о скрытом значении этой музыки.